# Asceua torquata
Asceua torquata är en spindelart som först beskrevs av Simon 1909.  Asceua torquata ingår i släktet Asceua och familjen Zodariidae.
Artens utbredningsområde är Vietnam. Inga underarter finns listade i Catalogue of Life.